# Antechinus leo
Antechinus leo är en pungdjursart som beskrevs av Van Dyck 1980. Antechinus leo ingår i släktet pungspetsekorrar och familjen rovpungdjur. IUCN kategoriserar arten globalt som livskraftig. Inga underarter finns listade.
Artepitetet i det vetenskapliga namnet är det latinska ordet leo (lejon). Det syftar på pälsfärgen som ungefär liknar lejonets päls samt på fyndplatsen vid vattendraget Leo Creek.
Pungdjuret förekommer i nordöstra delen av Kap Yorkhalvön i Australien. Arten vistas i låglandet och på upp till 800 meter höga kullar. Habitatet utgörs av olika slags skogar.